# جامعة الدولة الأوكرانية للتكنولوجيا الكيميائية
جامعة الدولة الأوكرانية للتكنولوجيا الكيميائية مؤسسة تعليم عالي أوكرانية، (بالأوكرانية: Український державний хіміко-технологічний університет) هي جامعة تقع في دنيبروبتروفسك أوبلاست، أوكرانيا. تأسست هذه الجامعة في سنة 1930